# Лучена (река)
Лучена (исп. Río Luchena) — река в автономном сообществе Мурсия на юго-востоке Испании. Длина — 16 км.
Протекает близ Каса-де-ла-Чирипа через скалы Серро-де-лос-Мачо (1204 метра), каньоны и ущелья. На пути следования реки установлена плотина, образующая водохранилище Вальдейнфиерно в высокогорье Тьеррас-Альтас-де-Лорка в муниципалитете Лорка. Река протекает через особую экологическую зону, находящуюся под охраной. Она впадает в Гуадалентин в Пантано-де-Пуэнтес.
Воды этой реки используются для орошения сельскохозяйственных угодий Лорки. Здесь обитает ряд редких видов животных региона Мурсии — млекопитающих (барсук, рысь, лиса, кабан), птиц (сапсан, беркут), земноводных и рептилий (черепаха, гадюка), рыб (сом) и насекомых.